# RuPaul's Drag Race UK (temporada 1)
La primera temporada de RuPaul's Drag Race UK empezó el 3 de octubre de 2019 en el BBC Three una sección de BBC iPlayer y WOW Presents Plus's WOW Presents Plus servicio de streaming. La temporada funcionó por ocho episodios. 
La ganadora de la primera serie de RuPaul's Drag Race UK fue The Vivienne, y Divina de Campo como finalista.  
La canción " Break Up (Bye Bye) ", que apareció en el quinto episodio, fue lanzada como sencillo y alcanzó el puesto 35 en la lista de sencillos del Reino Unido .  También alcanzó el puesto 44 en la lista Billboard Hot Dance/Electronic Songs en Estados Unidos. 

## Concursantes
Las edades, nombres y ciudades indicadas corresponden al momento de la filmación .
| Contestant      | Age | Hometown                  | Outcome    |
| --------------- | --- | ------------------------- | ---------- |
| The Vivienne    | 26  | Liverpool, England        | Winner     |
| Divina de Campo | 35  | Brighouse, England        | Runner-up  |
| Baga Chipz      | 29  | East London, England      | 3rd place  |
| Cheryl Hole     | 25  | Chelmsford, England       | 4th place  |
| Blu Hydrangea   | 23  | Belfast, Northern Ireland | 5th place  |
| Crystal         | 34  | East London, England      | 6th place  |
| Sum Ting Wong   | 30  | Birmingham, England       | 7th place  |
| Vinegar Strokes | 34  | North London, England     | 8th place  |
| Scaredy Kat     | 19  | Cricklade, England        | 9th place  |
| Gothy Kendoll   | 21  | Leicester, England        | 10th place |